# Jeremie Frimpong
Jeremie Agyekum Frimpong (Amsterdam, 10 december 2000) is een Nederlands voetballer die als rechtervleugelverdediger voor Liverpool FC speelt.

## Clubcarrière

### Manchester City
Frimpong werd geboren in Amsterdam als zoon van Ghanese ouders en verhuisde op zevenjarige leeftijd naar Engeland. Daar speelde hij nooit voor een club, totdat hij in 2010 op een jeugdtoernooi in Manchester gescout werd door Manchester City. Vanaf negenjarige leeftijd doorliep Frimpong de jeugdelftallen van de club. Zo speelde hij mee in de UEFA Youth League in de seizoenen 2017/18 en 2018/19. Daarnaast kwam Frimpong in de seizoenen 2018/19 en 2019/20 uit voor het beloftenelftal, spelend in de EFL Championship.

### Celtic
In september 2019 tekende Frimpong een contract tot medio 2023 bij het Schotse Celtic. Manchester City ontving een bedrag van 350.000 Britse pond, dat kon oplopen tot een miljoen Britse pond. Rond de deal was eveneens een doorverkooppercentage van dertig procent overeengekomen.
Bij Celtic debuteerde Frimpong op 25 september 2019 in het betaald voetbal, in de met 5–0 van Partick Thistle gewonnen kwartfinale van de Scottish League Cup. Hij begon deze wedstrijd in de basis en werd na 79 minuten vervangen. Media en fans waren onder de indruk van Frimpongs eerste optredens voor de club. Uiteindelijk wist Frimpong zich te ontwikkelen tot frequente basisspeler.
Bij Celtic maakte Frimpong tevens zijn Europese debuut. Zo speelde hij op 20 februari 2020 als basisspeler mee in de UEFA Europa League uitwedstrijd tegen FC Kopenhagen (1–1 gelijkspel). Aan het eind van zijn eerste seizoen bij Celtic, werd Frimpong in juni 2020 door de supporters van de club verkozen tot Young Player of the Year.

### Bayer 04 Leverkusen
Halverwege zijn tweede seizoen bij Celtic vertrok Frimpong in januari 2021 voor zo'n elf miljoen euro naar het Duitse Bayer 04 Leverkusen. Daar tekende hij een vierenhalfjarig contract tot aan de zomer van 2025. Ook daar ontwikkelde Frimpong zich tot basisspeler. In maart 2022 raakte Frimpong tegen 1. FC Köln zwaar geblesseerd aan zijn enkelbanden. Een operatie werd noodzakelijk geacht en daarmee kwam er voor Frimpong een vroegtijdig einde aan het seizoen. Door deze blessure liep Frimpong bovendien een mogelijk debuut in het Nederlands elftal mis, omdat hij door bondscoach Louis van Gaal was opgenomen in de voorselectie voor oefeninterlands met Duitsland en Denemarken. Ook na zijn terugkeer op het veld in augustus 2022 was Frimpong direct weer basisspeler en zette hij zijn goede prestaties in het eerste elftal van Bayer 04 Leverkusen voort. Aan het eind van dit tweede volledige seizoen in de Bundesliga werd Frimpong opgenomen in het Team of the Season. Desondanks vond Erwin van der Looi dat hij, los zijn aanvallende kwaliteiten, verdedigend kwetsbaar was. Met Bayer 04 Leverkusen werd hij in het seizoen 2023/24 kampioen van de Bundesliga en won hij de DFB-Pokal. In datzelfde seizoen bereikte hij de finale van de UEFA Europa League, die verloren werd van Atalanta Bergamo.

## Clubstatistieken
| Seizoen                   | Club                | Competitie  | Competitie | Competitie | Competitie | Beker | Beker | Beker | Internationaal | Internationaal | Internationaal | Totaal | Totaal | Totaal |
| Seizoen                   | Club                | Competitie  | Wed.       | Dlp.       | Ass.       | Wed.  | Dlp.  | Ass.  | Wed.           | Dlp.           | Ass.           | Wed.   | Dlp.   | Ass.   |
| ------------------------- | ------------------- | ----------- | ---------- | ---------- | ---------- | ----- | ----- | ----- | -------------- | -------------- | -------------- | ------ | ------ | ------ |
| 2019/20                   | Celtic              | Premiership | 14         | 2          | 3          | 6     | 0     | 0     | 1              | 0              | 0              | 21     | 2      | 3      |
| 2020/21                   | Celtic              | Premiership | 22         | 1          | 2          | 0     | 0     | 0     | 8              | 0              | 3              | 30     | 1      | 5      |
| Club totaal               | Club totaal         | Club totaal | 36         | 3          | 5          | 6     | 0     | 0     | 9              | 0              | 3              | 51     | 3      | 8      |
| 2020/21                   | Bayer 04 Leverkusen | Bundesliga  | 10         | 0          | 0          | 1     | 0     | 0     | 2              | 0              | 1              | 13     | 0      | 1      |
| 2021/22                   | Bayer 04 Leverkusen | Bundesliga  | 25         | 1          | 7          | 2     | 1     | 0     | 7              | 0              | 3              | 34     | 2      | 10     |
| 2022/23                   | Bayer 04 Leverkusen | Bundesliga  | 34         | 8          | 7          | 1     | 0     | 0     | 13             | 1              | 4              | 48     | 9      | 11     |
| 2023/24                   | Bayer 04 Leverkusen | Bundesliga  | 31         | 9          | 9          | 6     | 2     | 3     | 10             | 3              | 0              | 47     | 14     | 12     |
| 2024/25                   | Bayer 04 Leverkusen | Bundesliga  | 33         | 5          | 6          | 5     | 0     | 1     | 10             | 0              | 5              | 48     | 5      | 12     |
| Club totaal               | Club totaal         | Club totaal | 133        | 23         | 29         | 15    | 3     | 4     | 42             | 4              | 13             | 190    | 30     | 46     |
| Totaal                    | Totaal              | Totaal      | 169        | 26         | 34         | 21    | 3     | 4     | 51             | 4              | 16             | 241    | 33     | 54     |
| Bijgewerkt op 14 mei 2025 |                     |             |            |            |            |       |       |       |                |                |                |        |        |        |

## Interlandcarrière

### Nederlandse jeugdelftallen
Frimpong speelde in 2018 op achttienjarige leeftijd voor het eerst voor een Nederlands jeugdelftal. In een oefencampagne speelde hij drie wedstrijden, waarvan een als basisspeler, mee met Nederland onder 19. In oktober 2019 gaf Frimpong aan dat er interesse was vanuit de Ghanese voetbalbond, maar dat hij zich wilde focussen op het spelen voor de Nederlandse (jeugd)elftallen. In 2019 volgde dan ook twee optredens, waarvan een als basisspeler en een als invaller, voor Nederland onder 20.
Begin 2021 gaf Frimpong aan nog de keuze te willen maken tussen een interlandloopbaan voor Nederland of Ghana. Ondanks de mogelijkheid ook voor het Engelse nationale elftal uit te kunnen komen, viel die optie voor hem in ieder geval af.

### Nederland onder 21 (Jong Oranje)
In september 2021 zat Frimpong voor het eerst bij de selectie van Nederland onder 21. Met Jong Oranje speelde hij mee in de kwalificatie voor het EK onder 21 van 2023. In oktober 2021 vertelde Frimpong in een interview met de NOS zich via Jong Oranje volledig te willen focussen op kansen bij het Nederlands elftal. Een kleine twee jaar later bedankte Frimpong in juni 2023 om nog langer voor Jong Oranje uit te komen, aangezien hij vond thuis te horen in de selectie van het Nederlands elftal.
| Interlands voor Nederland onder 21  | Interlands voor Nederland onder 21  | Interlands voor Nederland onder 21  | Interlands voor Nederland onder 21  | Interlands voor Nederland onder 21  | Interlands voor Nederland onder 21  |
| Interland                           | Datum                               | Wedstrijd                           | Uitslag                             | Soort Wedstrijd                     | Doelpunten                          |
| Als speler bij Bayer 04 Leverkussen | Als speler bij Bayer 04 Leverkussen | Als speler bij Bayer 04 Leverkussen | Als speler bij Bayer 04 Leverkussen | Als speler bij Bayer 04 Leverkussen | Als speler bij Bayer 04 Leverkussen |
| ----------------------------------- | ----------------------------------- | ----------------------------------- | ----------------------------------- | ----------------------------------- | ----------------------------------- |
| 1.                                  | 7 september 2021                    | Nederland – Moldavië                | 3 – 0                               | Kwalificatie EK onder 21 2023       |                                     |
| 2.                                  | 8 oktober 2021                      | Zwitserland – Nederland             | 2 – 2                               | Kwalificatie EK onder 21 2023       |                                     |
| 3.                                  | 12 oktober 2021                     | Nederland – Wales                   | 5 – 0                               | Kwalificatie EK onder 21 2023       |                                     |
| 4.                                  | 12 november 2021                    | Nederland – Bulgarije               | 3 – 1                               | Kwalificatie EK onder 21 2023       |                                     |
| 5.                                  | 23 september 2022                   | België – Nederland                  | 1 – 2                               | Vriendschappelijk                   |                                     |
| 6.                                  | 27 september 2022                   | Roemenië – Nederland                | 0 – 0                               | Vriendschappelijk                   |                                     |

### Nederlands elftal
In maart 2022 werd Frimpong opgenomen in de voorselectie voor oefenwedstrijden tegen Duitsland en Denemarken. Anderhalve week later liep hij echter een zware blessure op, met een operatie tot gevolg. Een plek bij de selectie zat er hierdoor niet in.

#### WK 2022
Eind oktober 2022 werd de voorselectie voor het WK 2022 bekendgemaakt. Frimpong was een van de 39 spelers in deze voorselectie en op 11 november 2022 werd hij door bondscoach Louis van Gaal definitief toegevoegd aan de selectie voor het eindtoernooi in Qatar. In een interview met de bondscoach volgde een vraag over Frimpong omdat hij geen Nederlands zou spreken en dit door Louis van Gaal in zijn trainersperiode bij Ajax (1991–1997) niet werd geaccepteerd. De bondscoach gaf hierop als antwoord dat hij als coach van een nationaal elftal van spelers niet zou kunnen eisen om Nederlands te spreken, dit aangezien hij spelers voor kortere periodes 'leent' van clubs. Daarbij werd ook benoemd dat Frimpong wel Nederlands verstaat en de teambesprekingen kan volgen. Frimpong kwam tijdens het WK niet in actie, ondanks dat hij in de aanloop van het toernooi door de bondscoach werd benoemd als extra wapen.

#### Na het WK 2022
In oktober 2023 volgde zijn eerste oproep sinds het WK 2022. Verschillende keren werd hij door bondscoach Ronald Koeman niet geselecteerd, waarbij dat na juni 2023 kwam door zijn weigering om tijdens het EK-21 uit te komen voor Jong Oranje. Na zijn terugkomst bij het Nederlands elftal gaf hij aan spijt te hebben van zijn uitspraak daarover. In diezelfde interlandperiode debuteerde Frimpong op 14 oktober 2023 in de kwalificatiewedstrijd voor het EK 2024 tegen Frankrijk (1–2 verlies). Hij kwam als invaller in het veld voor Denzel Dumfries. Door zijn debuut is Frimpong niet meer gerechtigd om voor Ghana of Engeland uit te komen.

#### EK 2024
Frimpong werd op 29 mei 2024 door Koeman opgenomen in de Nederlandse selectie voor het EK 2024. Tijdens de eerste wedstrijd mocht hij invallen, en tijdens de tweede wedstrijd kreeg hij een basisplek als rechtsbuiten. Frimpong kreeg verder in het toernooi enkel speeltijd als invaller in de kwartfinale. Nederland overleefde een groep met Polen, Frankrijk en Oostenrijk en schakelde vervolgens Roemenië en Turkije uit, voordat het in de halve finales met 2–1 verloor van Engeland.
| Interlands voor Nederland           | Interlands voor Nederland           | Interlands voor Nederland           | Interlands voor Nederland           | Interlands voor Nederland           | Interlands voor Nederland |
| Interland                           | Datum                               | Wedstrijd                           | Uitslag                             | Soort Wedstrijd                     | Doelpunten                |
| Als speler bij Bayer 04 Leverkussen | Als speler bij Bayer 04 Leverkussen | Als speler bij Bayer 04 Leverkussen | Als speler bij Bayer 04 Leverkussen | Als speler bij Bayer 04 Leverkussen | 1                         |
| ----------------------------------- | ----------------------------------- | ----------------------------------- | ----------------------------------- | ----------------------------------- | ------------------------- |
| 1.                                  | 13 oktober 2023                     | Nederland – Frankrijk               | 1 – 2                               | Kwalificatie EK 2024                |                           |
| 2.                                  | 22 maart 2024                       | Nederland – Schotland               | 4 – 0                               | Vriendschappelijk                   |                           |
| 3.                                  | 6 juni 2024                         | Nederland – Canada                  | 4 – 0                               | Vriendschappelijk                   | 57'                       |
| 4.                                  | 10 juni 2024                        | Nederland – IJsland                 | 4 – 0                               | Vriendschappelijk                   |                           |
| 5.                                  | 16 juni 2024                        | Polen – Nederland                   | 1 – 2                               | EK 2024                             |                           |
| 6.                                  | 21 juni 2024                        | Nederland – Frankrijk               | 0 – 0                               | EK 2024                             |                           |
| 7.                                  | 6 juli 2024                         | Nederland – Turkije                 | 2 – 1                               | EK 2024                             |                           |
| 8.                                  | 14 oktober 2024                     | Duitsland – Nederland               | 1 – 0                               | Nations League 2024/25              |                           |
| 9.                                  | 16 november 2024                    | Nederland – Hongarije               | 4 – 0                               | Nations League 2024/25              |                           |
| 10.                                 | 19 november 2024                    | Bosnië en Herzegovina – Nederland   | 1 – 1                               | Nations League 2024/25              |                           |
| 11.                                 | 20 maart 2025                       | Nederland – Spanje                  | 2–2                                 | Nations League 2024/25              |                           |
| 12.                                 | 23 maart 2025                       | Spanje - Nederland                  | –                                   | Nations League 2024/25              |                           |
| Als speler bij Liverpool            |                                     |                                     |                                     |                                     |                           |
| 13.                                 | 7 juni 2025                         | Finland - Nederland                 | 0-2                                 | Kwalificatie WK 2026                |                           |

## Erelijst
| Competitie                      |        |         |        |        |
| Competitie                      | Aantal | Jaren   |        |        |
| Celtic                          | Celtic | Celtic  | Celtic | Celtic |
| ------------------------------- | ------ | ------- | ------ | ------ |
| Scottish Premiership            | 1x     | 2019/20 |        |        |
| Scottish Cup                    | 1x     | 2019/20 |        |        |
| Scottish League Cup             | 1x     | 2019/20 |        |        |
| Bayer Leverkusen                |        |         |        |        |
| Bundesliga                      | 1x     | 2023/24 |        |        |
| DFB-Pokal                       | 1x     | 2023/24 |        |        |
| DFL-Supercup                    | 1x     | 2024    |        |        |
| Individueel                     |        |         |        |        |
| Celtic Young Player of the Year | 1x     | 2019/20 |        |        |
| Bundesliga Team of the Season   | 1x     | 2022/23 |        |        |